# Dorotej Filip

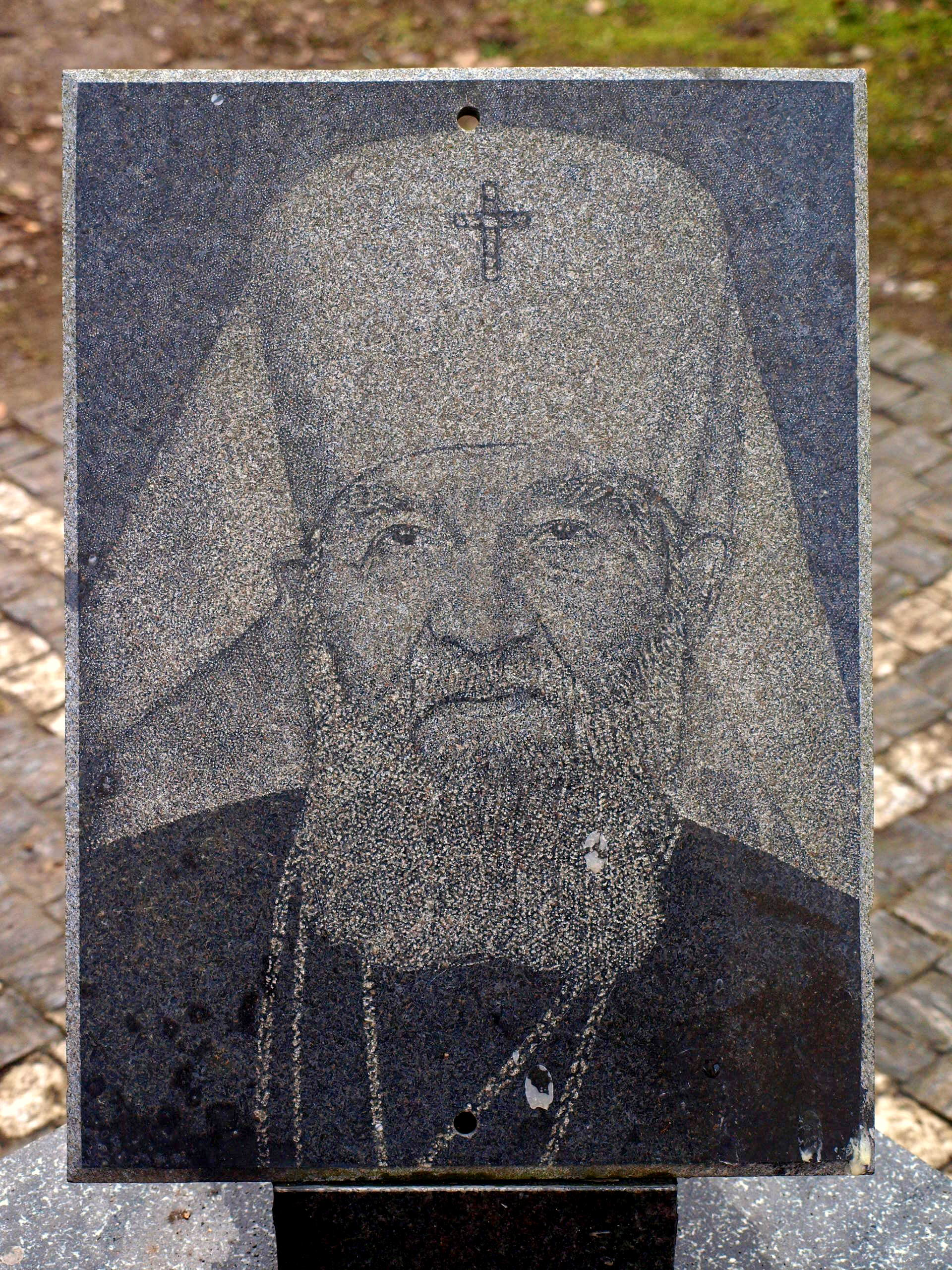

Dorotej (Dorotheus) (* 20. Oktober 1913 in Ňaňkovo, Rajon Chust; † 30. Dezember 1999 in Prag), mit bürgerlichen Namen Dimitrij Georgievič Filip, war ein orthodoxer Theologe, Priester, Bischof und Metropolit der tschechischen Länder und der Slowakei.

## Leben
Filip, ein gebürtiger Karpatenukrainer, studierte nach Erlangung seiner Hochschulreife an einem russisch-orthodoxen Priesterseminar in Leningrad Orthodoxe Theologie und Liturgie. Er legte das ewige Gelübde ab, nahm den Ordensnamen Dorotheus an (nach dem Heiligen Dorotheus von Tyrus) und wurde Hierodiakon. Danach wurde er 1940 zum Priester und 1955 zum Bischof geweiht. Ab 1963 übte er das Amt des Erzbischofs und von 1964 bis 1999 das Amt eines Metropoliten der tschechischen Länder und der Slowakei aus.
Dorotej suchte die ökumenische Gemeinschaft mit den Kirchen, die im Ökumenischen Rat der Kirchen zusammengeschlossen sind. Er war seit 1960 für zwei Jahrzehnte Mitglied der Christlichen Friedenskonferenz und ließ sich in deren Arbeitsgremien wählen.
Nachdem Dorotej Ende 1999 gestorben war, wurde Nikolaj im Jahre 2000 sein Nachfolger im Metropolitenamt.